# Kirchlengern (Ortsteil)
Kirchlengern ist der südlichste Ortsteil und Verwaltungssitz der gleichnamigen Gemeinde Kirchlengern im Kreis Herford. Vor dem 1. Januar 1969 war Kirchlengern eine eigenständige Gemeinde im Amt Kirchlengern. Der Ortsteil Kirchlengern hat 5.997 Einwohner (Stand 1. Januar 2024) und ist damit der größte Ortsteil der Gemeinde Kirchlengern.

## Geografie
Kirchlengern liegt im Süden der Gemeinde Kirchlengern im Tal von Else und Werre auf einer Höhe von rund 55 m. Der tiefste Punkt liegt am Zusammenfluss der beiden Flüsse auf rund 52 Metern. Zum Süden und Norden hin steigt das Gebiet an. Im Süden hat der Ortsteil Kirchlengern Anteil am Reesberg, dem höchsten Berg der Gemeinde im Ortsteil Südlengern, und steigt auf eine Höhe von rund 120 Metern an.

## Geschichte
Kirchlengern wurde als Linegaron in einer Heberolle des Stift Herford um 1150 erstmals erwähnt und später zeitweilig auch nur als Lengern bezeichnet. Das Gebiet der späteren Gemeinde nördlich der Werre gehörte zunächst zur Vogtei Quernheim im Amt Reineberg des Fürstentums Minden, der Süden zur Vogtei Enger im Amt Sparrenberg der Grafschaft Ravensberg. Nach dem Westfälischen Friedens von 1648 fielen beide Gebiete an Brandenburg-Preußen. Von 1807 bis 1810 gehörte das Gebiet zum napoleonischen Königreich Westphalen. Von 1811 bis 1813 wurde das gesamte heutige Gemeindegebiet Frankreich eingegliedert. 1813 (1815 offiziell) fiel es wieder an Preußen. 1816 kam es zum neuen Kreis Bünde und 1832 zum Kreis Herford. 
1855 wurde Kirchlengern mit einem Bahnhof an das Eisenbahnnetz angeschlossen. Dies befeuerte die Tabakindustrie, die ihr Zentrum im nahen Bünde hatte und die nur noch wenig ertragreiche Flachsverarbeitung in protoindustrialistischen Erwerbsstrukturen verdrängte. Von 1897 bis 1937 war Kirchlengern außerdem Endhaltepunkt der stillgelegten Bahnstrecke Wallücker Willem. Am 30. Juni 1929 fielen die Gutsbezirke Steinlake und Oberbehme an die Gemeinde Kirchlengern. Von 1843 bis 1918 gehörte Kirchlengern zum Amt Mennighüffen und 1919 wurde die Gemeinde in das neue Amt Kirchlengern eingegliedert, zu dem die Ortsteile der heutigen Gemeinde Kirchlengern bereits im Wesentlichen gehörten. Erst am 1. Januar 1969 endete die Selbständigkeit der Gemeinde. In einer Kommunalreform wurden die sieben Gemeinden des Amtes zur neuen Großgemeinde Kirchlengern zusammengeschlossen.
| Jahr            | Einwohner |
| --------------- | --------- |
| 1885            | 610       |
| 1925            | 2392      |
| 1933            | 2848      |
| 1939            | 2941      |
| 1961 (6. Juni)  | 4466      |
| 2006 (31. Dez.) | 6036      |
| 2008 (1. Jan.)  | 6030      |
| 2009 (31. Dez.) | 5956      |

## Wappen

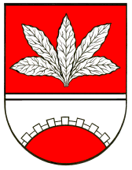
Wappen der Altgemeinde Kirchlengern

Das Wappen der Gemeinde Kirchlengern zeigte auf rotem Grund eine silberne Brücke (über die Else), darüber ein Bündel von fünf silbernen Tabakblättern. Das Wappen wird nur noch inoffiziell als Ortsteilwappen verwendet, da der heutige Ortsteil als unselbständiger Gebietskörper kein Wappen mehr führt.
Der rote Untergrund deutet auf das Fürstentum Minden hin, zu dem Kirchlengern einst gehörte.
Die Brücke (hier: Grenzbrücke) deutet auf die Lage an der Grenze zwischen der Grafschaft Ravensberg und dem Fürstentum Minden. Auf der königlichen Landzollbrücke wurde Zoll erhoben. Sie ist außerdem mit folgenden besonderen Begebenheiten verbunden: Auf der Lenniger Brücke (Lenniger für Kirchlengern) verhandelten im Jahre 1416 Wulbrand, Bischof zu Minden und Wilhelm, Herzog von Jülich und Berg, Graf von Ravensberg, über Streitigkeiten. 1582 wurde einem Gesandten des Grafen Simon zu Lippe auf seinem Weg zum Bischof von Minden an eben jener Brücke der Durchgang verwehrt. Auf dem Rückzug vor den englisch-hannöverschen Bundesheer unter Herzog Ferdinand von Braunschweig zerstörten französische Truppen 1758 die 1747 neu in Steinbauweise errichtete Brücke teilweise.
Das Bündel von fünf silbernen Tabakblättern soll auf die im Orte herrschende Tabakindustrie hinweisen, die nach Eröffnung der Eisenbahnlinie Osnabrück – Löhne die wirtschaftliche Entwicklung des Dorfes ab etwa 1860 bestimmte.

## Infrastruktur, Bildung und Wirtschaft
Kirchlengern hat eine Grundschule und ist einer der Standorte der Erich-Kästner-Gesamtschule. Im Ortsteil liegt das kommunale Freizeitbad AquaFun sowie das Rathaus der Gemeinde. In Kirchlengern befindet sich außerdem das Straßenverkehrsamt des Kreises Herford. Kirchlengern besitzt einen Bahnhof an den Bahnstrecken Löhne–Rheine und Herford–Kirchlengern. An den überregionalen Straßenverkehr ist Kirchlengern durch die Bundesautobahn 30 und die Bundesstraße 239 angebunden. Im Ortsteil Kirchlengern ist mit Hettich das größte Unternehmen im Kreis Herford ansässig. E.ON Westfalen Weser betreibt in Kirchlengern das Kraftwerk Kirchlengern.

## Sehenswürdigkeiten
Im Ortsteil liegen die Güter Oberbehme und Steinlake, die 1929 um die bis dato selbständigen Gutsbezirke vergrößert wurde. Der Bau der Elsetalbrücke wurde in der Sendung mit der Maus dokumentiert. Kirchlengern hat außerdem eine katholische (St. Marien) und eine evangelische Kirche.

## Söhne und Töchter (Auswahl)
- Georg von Borries senior (1811–1870), preußischer Rittergutsbesitzer und Politiker, Mitglied des Preußischen Herrenhauses